# フィリッポ・マルケッティ
フィリッポ・マルケッティ（Filippo Marchetti、1831年2月26日 - 1902年1月18日）は、イタリア出身のオペラ作曲家。
彼はナポリで音楽を学び、当地で最初のオペラが好評を博す。ジュゼッペ・ヴェルディの名が挙がっていったことを期に作曲を中断したりもしたが、ヴェルディを除けば当時としては唯一といってよいほどの成功を収めている。

## 作品
- Romeo e Giulietta（ロメオとジュリエット、1865年）
- Ruy Blas（ルイ・ブラス、1869年）
- Gustavo Wasa（1875年）
- Don Giovanni d'Austria（1880年）